# 貝格湖 (哈茨格羅德)
51°38′25″N 10°58′21″E / 51.640199°N 10.972369°E

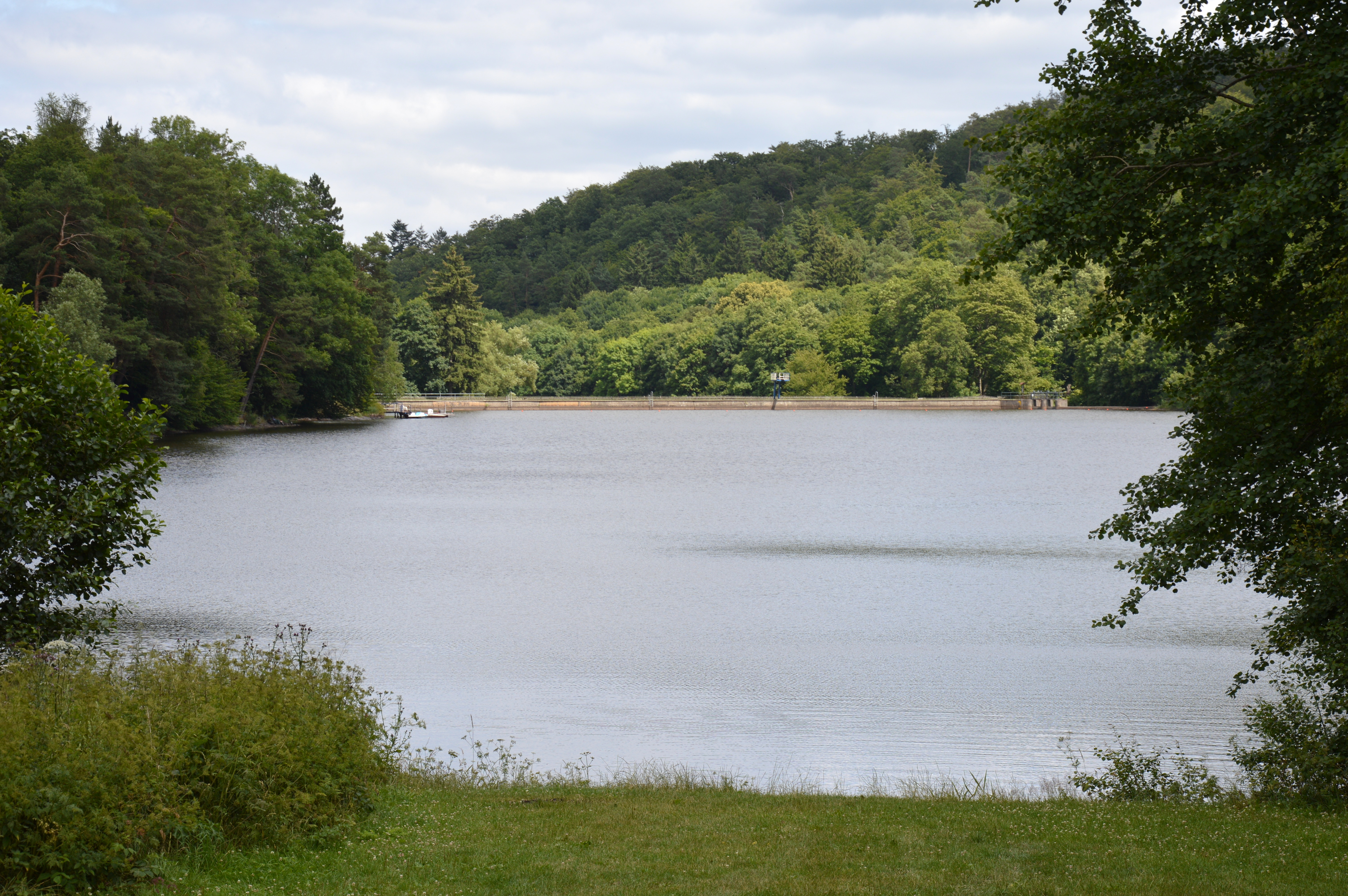

貝格湖（德語：Bergsee），是德國的湖泊，位於該國東北部，由薩克森-安哈爾特州負責管轄，處於哈茨格羅德，該湖泊長0.5公里、寬0.1公里，面積0.12平方公里。